# Флајинг Хилс (Пенсилванија)
Флајинг Хилс (енгл. Flying Hills) насељено је место без административног статуса у америчкој савезној држави Пенсилванија.

## Демографија
По попису из 2010. године број становника је 2.568, што је 1.377 (115,6%) становника више него 2000. године.
| Група             | 2000.         | 2010.         |
| Белци             | 1.123 (94,3%) | 2.328 (90,7%) |
| Афроамериканци    | 19 (1,6%)     | 71 (2,8%)     |
| Азијати           | 27 (2,3%)     | 53 (2,1%)     |
| Хиспаноамериканци | 9 (0,8%)      | 94 (3,7%)     |
| Укупно            | 1.191         | 2.568         |